# بطولة أوروبا للدراجات 2021
بطولة أوروبا للدراجات 2021 (بالألمانية: UEC-Straßen-Europameisterschaften 2021) هو الموسم 27 من بطولة أوروبا للدراجات، بدأت أحداث البطولة في 8 سبتمبر 2021، وأختتمت في 12 سبتمبر 2021.

## السباقات
| 8 سبتمبر  | سباق الزمن المختلط للفرق في بطولة أوروبا للدراجات | CC ‏ | إيطاليا        | ألمانيا        | هولندا          |
| 9 سبتمبر  | سباق الزمن لنخبة الرجال - بطولة أوروبا للدراجات   | CC ‏ | ستيفان كونغ    | فيليبو غانا    | رمكو أفينبول    |
| 9 سبتمبر  | سباق الزمن لنخبة السيدات - بطولة أوروبا للدراجات  | CC ‏ | مارلين رويسر   | Ellen van Dijk | ليزا برينور     |
| 11 سبتمبر | سباق الطريق لنخبة السيدات - بطولة أوروبا للدراجات | CC ‏ | Ellen van Dijk | ليان ليبرت     | راسا ليليفيتو   |
| 12 سبتمبر | سباق الطريق لنخبة الرجال - بطولة أوروبا للدراجات  | CC ‏ | سوني كولبريلي  | رمكو أفينبول   | بينوا كوسنيفروي |

## وصلات خارجية
- الموقع الرسمي